# Henricus Tromp
Henricus Tromp (19. marts 1878 - 17. april 1962) var en hollandsk roer.
Tromp var med i Hollands otter, der vandt bronze ved OL 1900 i Paris, første gang roning var på det olympiske program. Hollænderne kom ind på tredjepladsen i finalen, hvor USA vandt guld, mens Belgien tog sølvmedaljerne. Resten af den hollandske besætning bestod af François Brandt, Roelof Klein, Johannes van Dijk, Ruurd Leegstra, Walter Middelberg, Hendrik Offerhaus, Walter Thijssen og styrmand Hermanus Brockmann.

## OL-medaljer
- 1900:  Bronze i otter